# UEFA Champions League slutspil 2001-02
Slutspillet i UEFA Champions League 2001-02 startede den 2. april 2002 og sluttede den 15. maj 2002 med finalen på Hampden Park i Glasgow, Skotland.

## Overblik
|  | Kvartfinaler        | Kvartfinaler         | Kvartfinaler | Kvartfinaler |   |                   | Semifinaler | Semifinaler | Semifinaler | Semifinaler |  |  | Finale           | Finale |
|  |                     |                      |              |              |   |                   |             |             |             |             |  |  |                  |        |
|  | Deportivo La Coruña | 0                    | 2            | 2            |   |                   |             |             |             |             |  |  |                  |        |
|  | Manchester United   | 2                    | 3            | 5            |   |                   |             |             |             |             |  |  |                  |        |
|  | Manchester United   | 2                    | 3            | 5            |   | Manchester United | 2           | 1           | 3           |             |  |  |                  |        |
|  |                     |                      |              |              |   | Manchester United | 2           | 1           | 3           |             |  |  |                  |        |
|  |                     | Bayer Leverkusen (u) | 2            | 1            | 3 |                   |             |             |             |             |  |  |                  |        |
|  | Liverpool           | Bayer Leverkusen (u) | 2            | 1            | 3 | 1                 | 2           | 3           |             |             |  |  |                  |        |
|  | Liverpool           |                      |              |              |   | 1                 | 2           | 3           |             |             |  |  |                  |        |
|  | Bayer Leverkusen    | 0                    | 4            | 4            |   |                   |             |             |             |             |  |  |                  |        |
|  |                     |                      |              |              |   |                   |             |             |             |             |  |  | Bayer Leverkusen | 1      |
|  |                     |                      | Real Madrid  | 2            |   |                   |             |             |             |             |  |  |                  |        |
|  | Panathinaikos       | 1                    | 1            | 2            |   |                   |             |             |             |             |  |  |                  |        |
|  | Barcelona           | 0                    | 3            | 3            |   |                   |             |             |             |             |  |  |                  |        |
|  | Barcelona           | 0                    | 3            | 3            |   | Barcelona         | 0           | 1           | 1           |             |  |  |                  |        |
|  |                     |                      |              |              |   | Barcelona         | 0           | 1           | 1           |             |  |  |                  |        |
|  |                     | Real Madrid          | 2            | 1            | 3 |                   |             |             |             |             |  |  |                  |        |
|  | Bayern München      | Real Madrid          | 2            | 1            | 3 | 2                 | 0           | 2           |             |             |  |  |                  |        |
|  | Bayern München      |                      |              |              |   | 2                 | 0           | 2           |             |             |  |  |                  |        |
|  | Real Madrid         | 1                    | 2            | 3            |   |                   |             |             |             |             |  |  |                  |        |

## Kvartfinaler
De første kampe blev spillet den 2. og 3. april, mens returkampene blev spillet 9. og 10. april 2002.
| Hold 1              | Samlet | Hold 2            | 1. kamp | 2. kamp |
| ------------------- | ------ | ----------------- | ------- | ------- |
| Panathinaikos       | 2–3    | Barcelona         | 1–0     | 1–3     |
| Bayern München      | 2–3    | Real Madrid       | 2–1     | 0–2     |
| Deportivo La Coruña | 2–5    | Manchester United | 0–2     | 2–3     |
| Liverpool           | 3–4    | Bayer Leverkusen  | 1–0     | 2–4     |

### Første kamp
| 2. april 2002 20:45 |

| Deportivo La Coruña | 0–2                 | Manchester United                  |
| ------------------- | ------------------- | ---------------------------------- |
|                     | Rapport MatchCentre | Beckham 15' · Van Nistelrooy 41' · |

| Estadio Riazor, A Coruña Tilskuere: 35.400 Dommer: Kyros Vassaras (Grækenland) |

| 2. april 2002 20:45 |

| Bayern München              | 2–1                 | Real Madrid  |
| --------------------------- | ------------------- | ------------ |
| Effenberg 82' · Pizarro 88' | Rapport MatchCentre | Geremi 11' · |

| Olympiastadion, München Tilskuere: 60.000 Dommer: Hugh Dallas (Skotland) |

| 3. april 2002 20:45 |

| Panathinaikos      | 1–0                 | Barcelona |
| ------------------ | ------------------- | --------- |
| Basinas 79' (str.) | Rapport MatchCentre |           |

| Apostolos Nikolaidis Stadium, Athen Tilskuere: 16.000 Dommer: Terje Hauge (Norge) |

| 3. april 2002 20:45 |

| Liverpool  | 1–0                 | Bayer Leverkusen |
| ---------- | ------------------- | ---------------- |
| Hyypiä 44' | Rapport MatchCentre |                  |

| Anfield, Liverpool Tilskuere: 42.500 Dommer: Anders Frisk (Portugal) |

### Returkamp
| 9. april 2002 20:45 |

| Barcelona                           | 3–1                 | Panathinaikos     |
| ----------------------------------- | ------------------- | ----------------- |
| Luis Enrique 23', 49' · Saviola 61' | Rapport MatchCentre | Konstantinou 8' · |

| Camp Nou, Barcelona Tilskuere: 89.200 Dommer: Urs Meier (Schweiz) |

Barcelona vandt 3–2 samlet.
| 9. april 2002 20:45 |

| Bayer Leverkusen                            | 4–2                   | Liverpool                   |
| ------------------------------------------- | --------------------- | --------------------------- |
| Ballack 16', 64' · Berbatov 68' · Lúcio 84' | Rapport MatchCentre 8 | Xavier 42' · Litmanen 79' · |

| BayArena, Leverkusen Tilskuere: 22.500 Dommer: Vítor Melo Pereira (Portugal) |

Bayer Leverkusen vandt 4–3 samlet.
| 10. april 2002 21:45 |

| Manchester United             | 3–2                 | Deportivo La Coruña                 |
| ----------------------------- | ------------------- | ----------------------------------- |
| Solskjær 23', 56' · Giggs 69' | Rapport MatchCentre | Blanc 45' (sm.) · Djalminha 90+1' · |

| Old Trafford, Manchester Tilskuere: 66.500 Dommer: Markus Merk (Tyskland) |

Manchester United vandt 5–2 samlet.
| 10. april 2002 20:45 |

| Real Madrid             | 2–0                 | Bayern München |
| ----------------------- | ------------------- | -------------- |
| Helguera 69' · Guti 85' | Rapport MatchCentre |                |

| Santiago Bernabéu Stadium, Madrid Tilskuere: 75.300 Dommer: Stefano Braschi (Italien) |

Real Madrid vandt 3–2 samlet.

## Semifinaler
De første kampe blev spillet den 23. og 24. april, mens returkampene blev spillet 1. maj 2002.
| Hold 1            | Samlet  | Hold 2           | 1. kamp | 2. kamp |
| ----------------- | ------- | ---------------- | ------- | ------- |
| Barcelona         | 1–3     | Real Madrid      | 0–2     | 1–1     |
| Manchester United | 3–3 (u) | Bayer Leverkusen | 2–2     | 1–1     |

### Første kamp
| 23. april 2002 20:45 |

| Barcelona | 0–2                 | Real Madrid                    |
| --------- | ------------------- | ------------------------------ |
|           | Rapport MatchCentre | Zidane 55' · McManaman 90+2' · |

| Camp Nou, Barcelona Tilskuere: 98.000 Dommer: Anders Frisk (Portugal) |

| 24. april 2002 20:45 |

| Manchester United                              | 2–2                 | Bayer Leverkusen             |
| ---------------------------------------------- | ------------------- | ---------------------------- |
| Živković 29' (sm.) · Van Nistelrooy 67' (str.) | Rapport MatchCentre | Ballack 62' · Neuville 75' · |

| Old Trafford, Manchester Tilskuere: 66.500 Dommer: Ľuboš Micheľ (Slovakiet) |

### Returkamp
| 30. april 2002 20:45 |

| Bayer Leverkusen | 1–1                 | Manchester United |
| ---------------- | ------------------- | ----------------- |
| Neuville 45+2'   | Rapport MatchCentre | Keane 28' ·       |

| BayArena, Leverkusen Tilskuere: 22.500 Dommer: Kim Milton Nielsen (Danmark) |

3–3 samlet. Bayer Leverkusen vandt på reglen om udebanemål.
| 1. maj 2002 20:45 |

| Real Madrid | 1–1                 | Barcelona            |
| ----------- | ------------------- | -------------------- |
| Raúl 43'    | Rapport MatchCentre | Helguera 49' (sm.) · |

| Santiago Bernabéu Stadium, Madrid Tilskuere: 75.000 Dommer: Pierluigi Collina (Italien) |

Real Madrid vandt 3–1 samlet.

## Finale
Finalen blev spillet den 15. maj 2002 på Hampden Park i Glasgow, Skotland.
| 15. maj 2002 19:45 BST |

| Bayer Leverkusen | 1–2     | Real Madrid            |
| ---------------- | ------- | ---------------------- |
| Lúcio 13'        | Rapport | Raúl 8' · Zidane 45' · |

| Hampden Park, Glasgow Tilskuere: 52,000 Dommer: Urs Meier (Schweiz) |